# Уліна-Мала
Уліна-Мала (пол. Ulina Mała) — село в Польщі, у гміні Ґолча Меховського повіту Малопольського воєводства.
Населення — 162 особи (2011).
У 1975-1998 роках село належало до Краківського воєводства.

## Демографія
Демографічна структура станом на 31 березня 2011 року:
|          | Загалом | Допрацездатний вік | Працездатний вік | Постпрацездатний вік |
| -------- | ------- | ------------------ | ---------------- | -------------------- |
| Чоловіки | 85      | 13                 | 60               | 12                   |
| Жінки    | 77      | 7                  | 46               | 24                   |
| Разом    | 162     | 20                 | 106              | 36                   |